# Río Piedras
Río Piedras (in italiano: "il fiume delle pietre") è la più grande circoscrizione di San Juan, Porto Rico. Confina a nord con Santurce, a sud con Aguas Buenas, Caguas e Gurabo, a est con Carolina e Trujillo Alto, e a ovest con Guaynabo. Nel 2000 ha una popolazione di 332.334 abitanti.
È la sede del campus principale dell'Università di Porto Rico, fondata nel 1903 e riconosciuta come il primo istituto di istruzione universitaria pubblica a Porto Rico. Ospita anche un giardino botanico, un prezioso santuario biologico e storico alla periferia della città.

## Geografia fisica
La regione è prevalentemente pianeggiante, a causa della sua posizione nelle pianure costiere settentrionali dell'isola. Le regioni più alte si trovano nel sud, principalmente nei quartieri di Caimito e Cupey. Il fiume Piedras, che dà il nome alla zona, attraversa la regione, e il suo bacino idrografico costituisce la linea di demarcazione del territorio.
Ventisette corsi d'acqua raggiungono lo spartiacque del fiume Piedras, uno spartiacque altamente urbanizzato nell'area metropolitana di San Juan a Porto Rico e, secondo l'Agenzia per la protezione ambientale e il Servizio di conservazione delle risorse naturali del Dipartimento dell'Agricoltura degli Stati Uniti; con un alto grado di alterazione umana e una varietà di fonti inquinanti nella maggior parte delle sezioni valutate.

### Clima
| Climogramma di Río Piedras, S.J. (Clima - Af) | Mesi | Mesi | Mesi | Mesi | Mesi | Mesi | Mesi | Mesi | Mesi | Mesi | Mesi | Mesi | Anno |
| Climogramma di Río Piedras, S.J. (Clima - Af) | Gen  | Feb  | Mar  | Apr  | Mag  | Giu  | Lug  | Ago  | Set  | Ott  | Nov  | Dic  | Anno |
| --------------------------------------------- | ---- | ---- | ---- | ---- | ---- | ---- | ---- | ---- | ---- | ---- | ---- | ---- | ---- |
| T. max. media (°C)                            | 29   | 29   | 30   | 30   | 31   | 32   | 32   | 32   | 32   | 32   | 30   | 29   | 30,7 |
| T. min. media (°C)                            | 19   | 19   | 19   | 20   | 21   | 22   | 23   | 23   | 22   | 22   | 21   | 20   | 20,9 |
| Precipitazioni (mm)                           | 11   | 93   | 84   | 12   | 17   | 11   | 14   | 18   | 18   | 19   | 20   | 14   | 331  |

## Storia

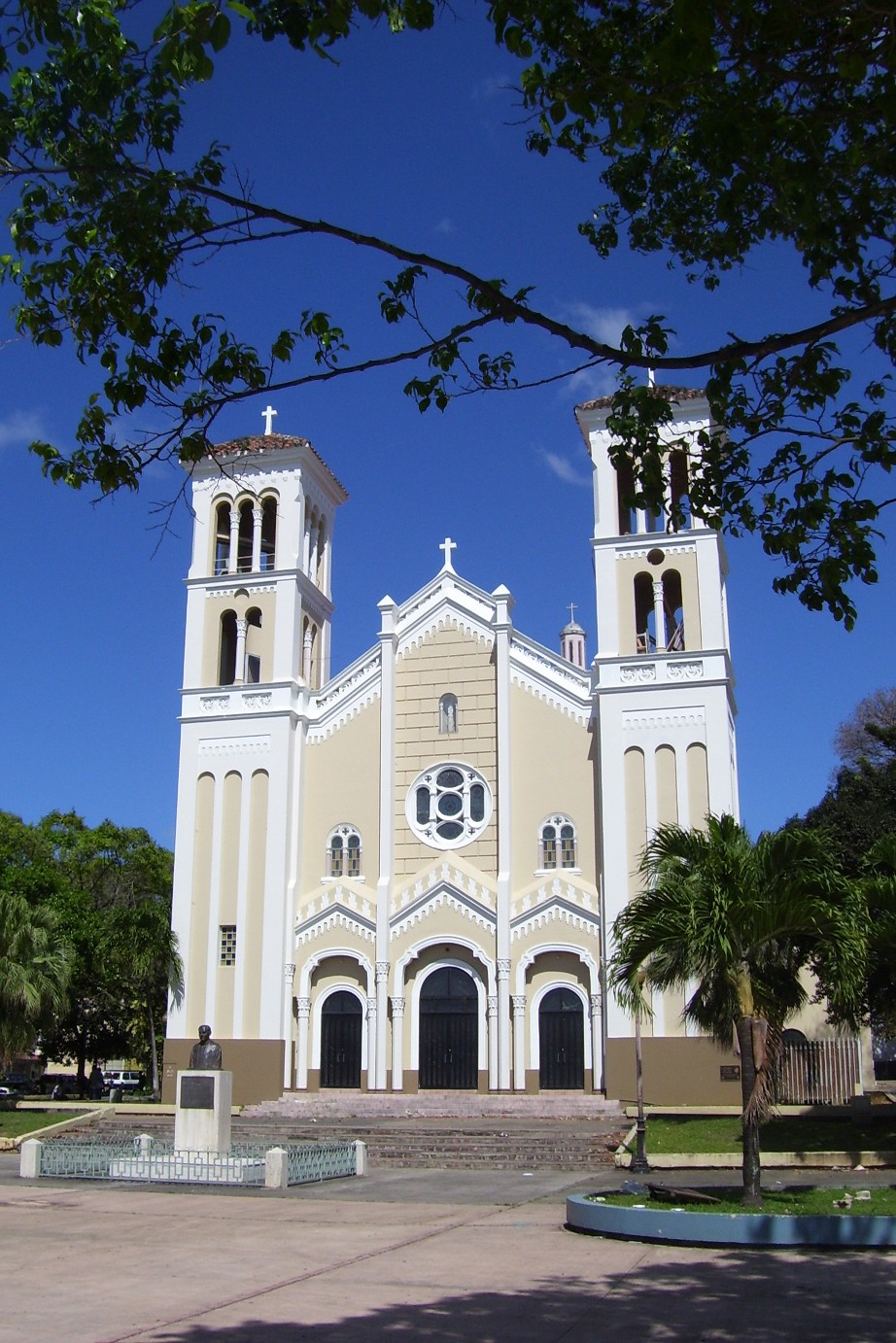
La chiesa Nuestra Señora del Pilar, Centro urbano, Río Piedras

Le origini di Río Piedras risalgono al 1714, quando il governatore Juan de Rivera riconobbe un insediamento sulle rive del fiume Piedras. Originariamente conosciuto come El Roble, col tempo adottò il nome del fiume che attraversava il suo territorio (Río Piedras).
Nel corso del XIX secolo gran parte del suo territorio era utilizzato per l'allevamento del bestiame e per scopi agricoli. La canna da zucchero, il cotone e il caffè erano alcune delle colture prodotte in questo periodo nel comune.
Il 12 maggio 1903 fu fondata l'Università di Porto Rico a Río Piedras. L'università fu una parte vitale dello sviluppo di Río Piedras, sia dal punto di vista abitativo che economico, guadagnando alla città il nome popolare di città universitaria. Attualmente, il campus di Río Piedras è riconosciuto come il campus principale del sistema dell'Università di Porto Rico.
Il primo sindaco di Río Piedras fu Juan de La Cruz nel 1814 e l'ultimo Ángeles Méndez de López Corver.

### Annessione a San Juan
Río Piedras fu annesso al comune di San Juan in virtù di un referendum tenutosi il 4 giugno 1951. Al referendum partecipò l'elettorato dei comuni di San Juan e Río Piedras, ottenendo un totale di 45.158 voti (64,0%). favorevoli all'annessione e 25.359 (36,0%) contrari. Il comune divenne parte della capitale San Juan il 1 luglio 1951, dopo l'approvazione del Progetto 177 della Camera dei rappresentanti di Porto Rico. Pertanto, il territorio di San Juan è aumentato di quattro volte la sua dimensione precedente.

### Paseo de Diego

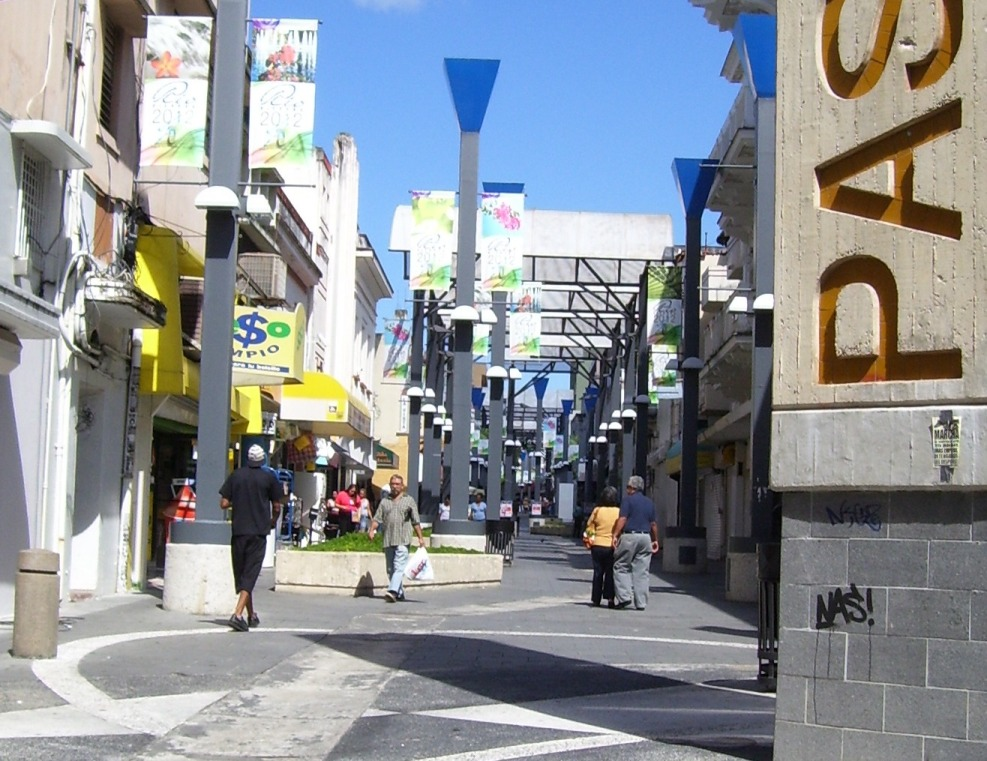

Nel luglio del 1980, l'allora sindaco Hernán Padilla rivelò che Calle De Diego, una delle strade con il maggior movimento commerciale e congestione del traffico di Río Piedras, sarebbe stata trasformata in una zona pedonale l'anno successivo. Padilla ha indicato che la costruzione della passerella pedonale, che si estenderà dalla via Ferrocarril all'avenida Ponce de Leon, compresa una parte di calle del Carmen, costerebbe circa 1,5 milioni di dollari.
Il 5 dicembre 1981, la prima fase del Paseo De Diego, costruita dalla Redondo Construction al costo di 1.100.000 dollari, sarebbe stata consegnata al sindaco di San Juan prima del 18 dicembre, data della sua inaugurazione ufficiale, quattro mesi prima della prevista data originaria. tempo di completamento. Ciò sarebbe stato possibile nonostante il progetto fosse stato realizzato con il pubblico di passaggio e i negozi aperti. Avrebbe due fontane ornamentali, quattro orologi, attraenti lampadari e 42 alberi che completerebbero l'aspetto del Paseo De Diego, che aveva tutti i dettagli di un centro commerciale, ma all'aperto. Verrà inaugurato ufficialmente il 18 dicembre di quell'anno.

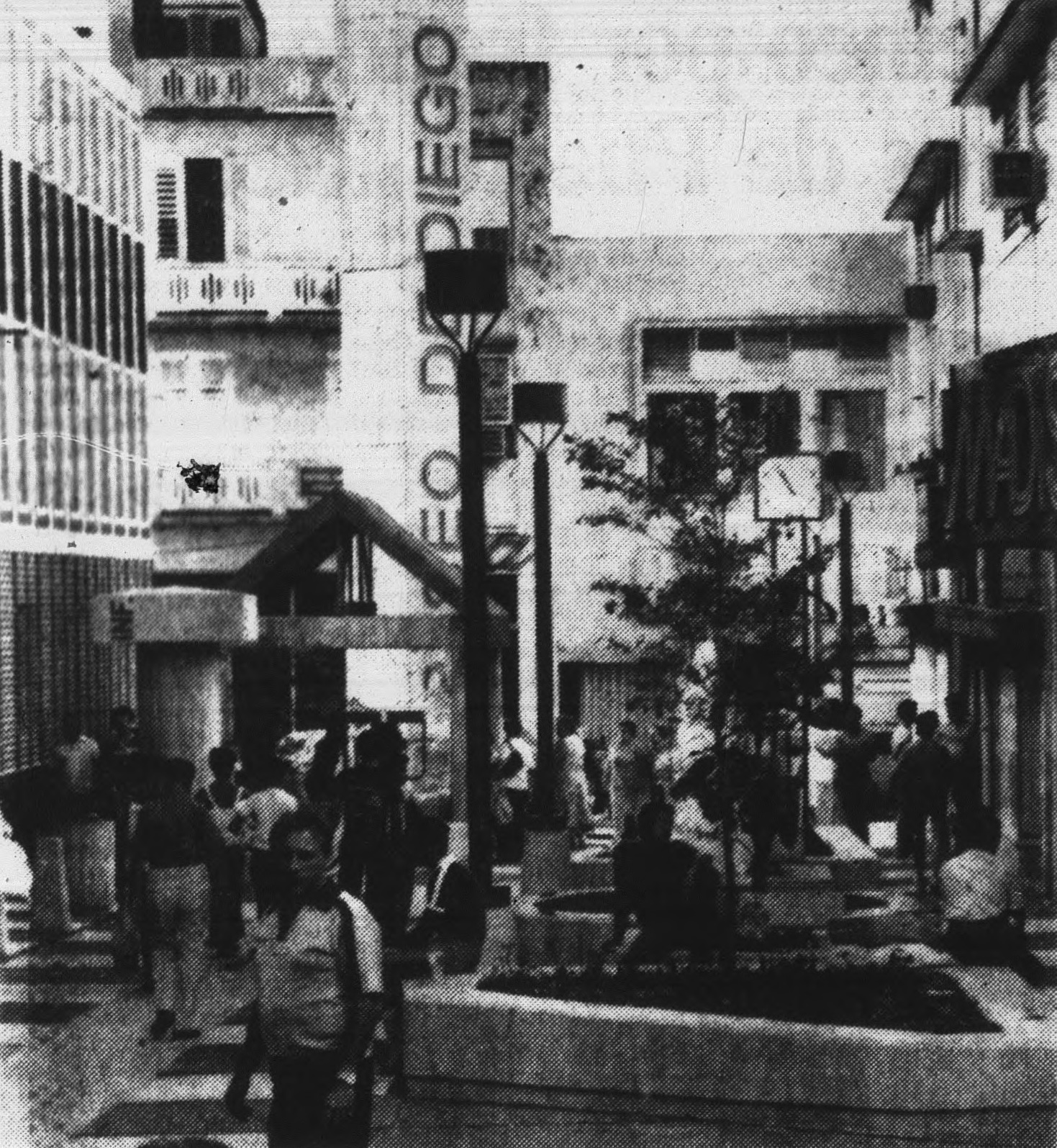
Paseo de Diego il giorno dell'inaugurazione nel 1981

Il 5 novembre 1983, situato sul Paseo de Diego, verrà inaugurato il centro commerciale Plaza de Diego Mall di 90.000 metri quadrati, disposto su tre livelli. I primi due livelli conterebbero 13 negozi, mentre il terzo conterebbe 13 stabilimenti alimentari. Sarebbe stato sviluppato da Plaza de Diego Shopping Center, Inc. e progettato da Huyke, Colón y Asociados.

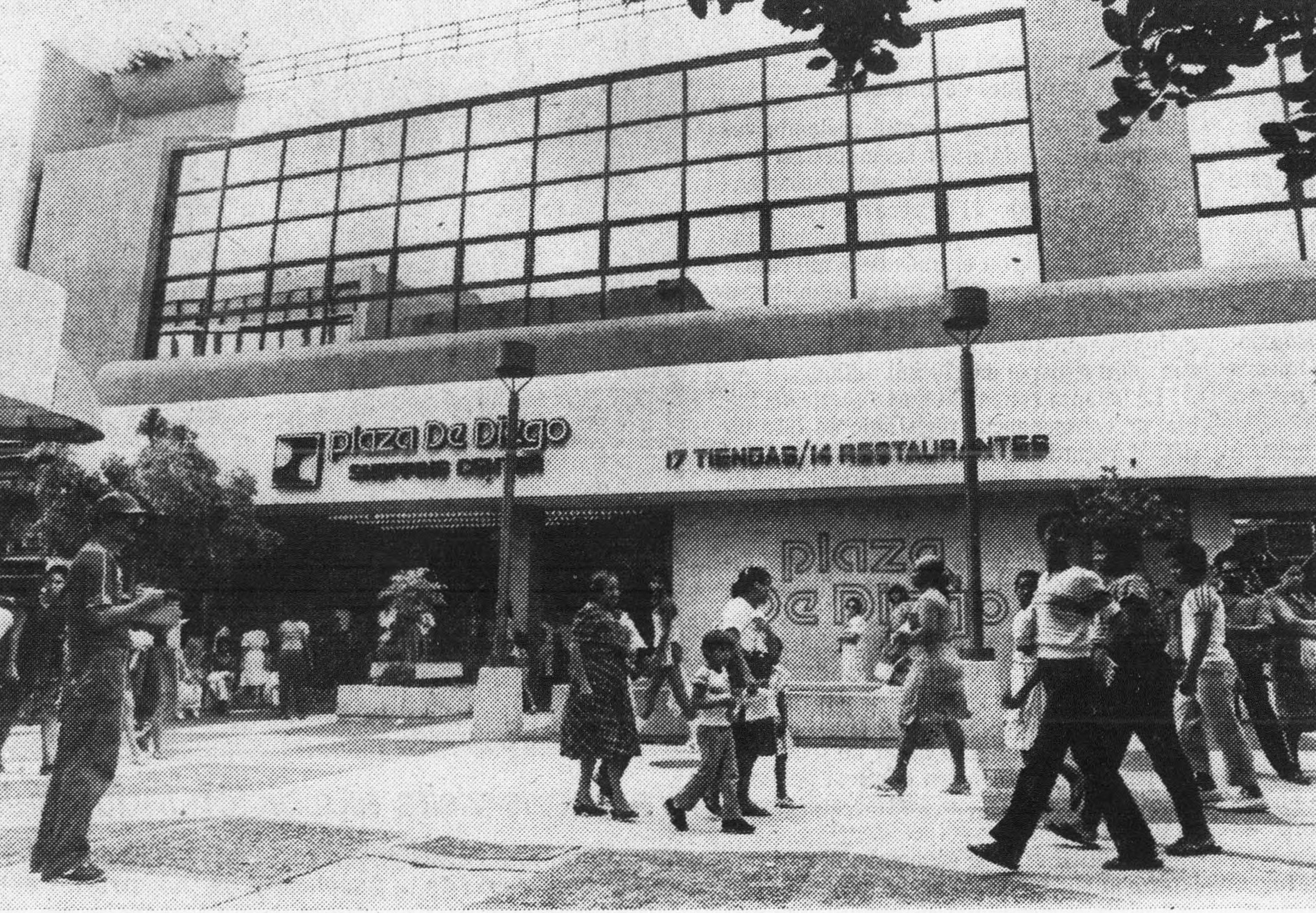
Il centro commerciale Plaza de Diego Mall nel 1984

## Monumenti e luoghi d'interesse

### Architetture religiose

#### Parrocchia di Nostra Signora del Pilar

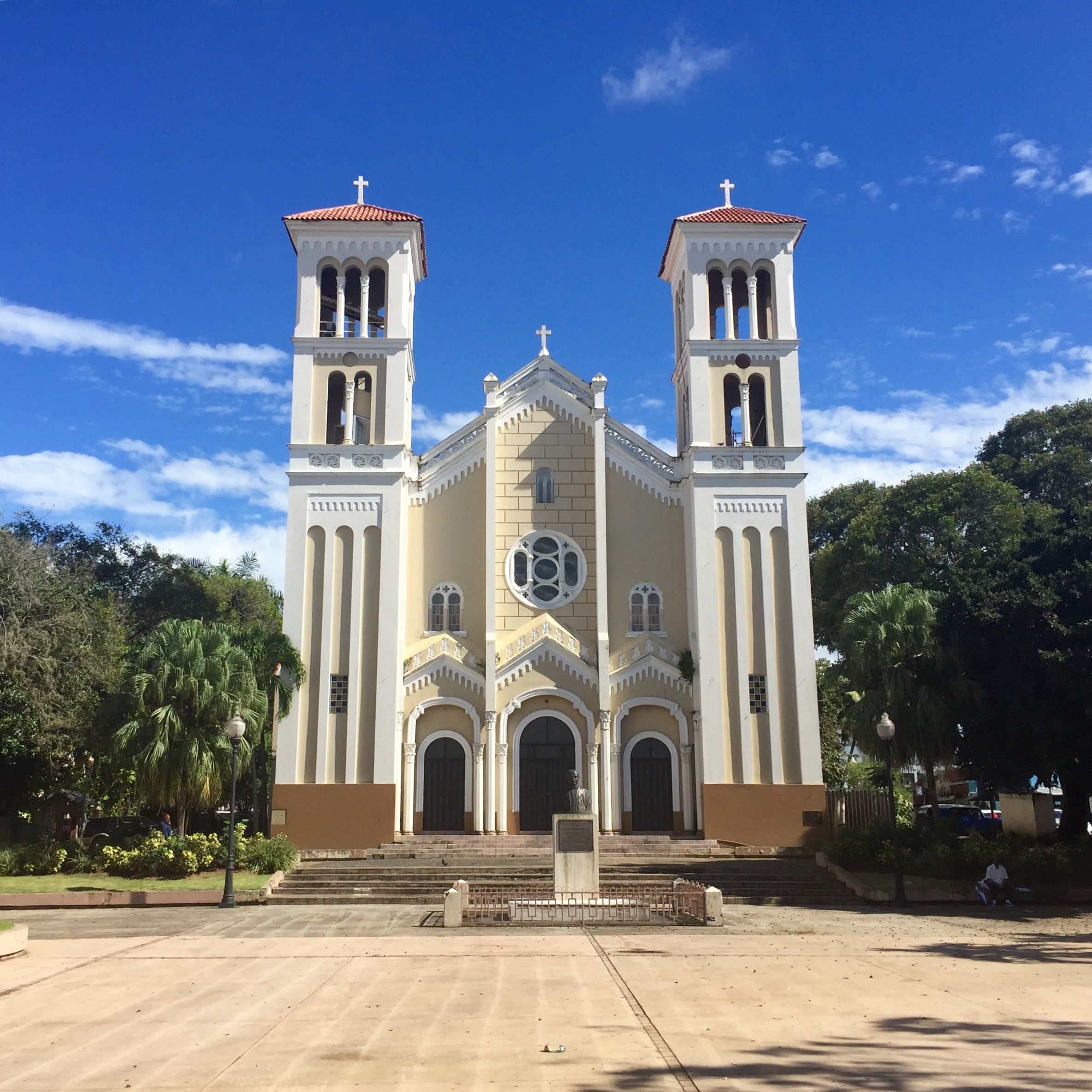

La Parroquia Nuestra Señora del Pilar è la chiesa più antica e storicamente significativa di Río Piedras, risalente al XVIII secolo. Situata in Calle Georgetti, presso la Plaza de Recreo, nel cuore del centro urbano, è un punto di riferimento per la comunità cattolica e un importante simbolo della tradizione coloniale spagnola a Porto Rico.

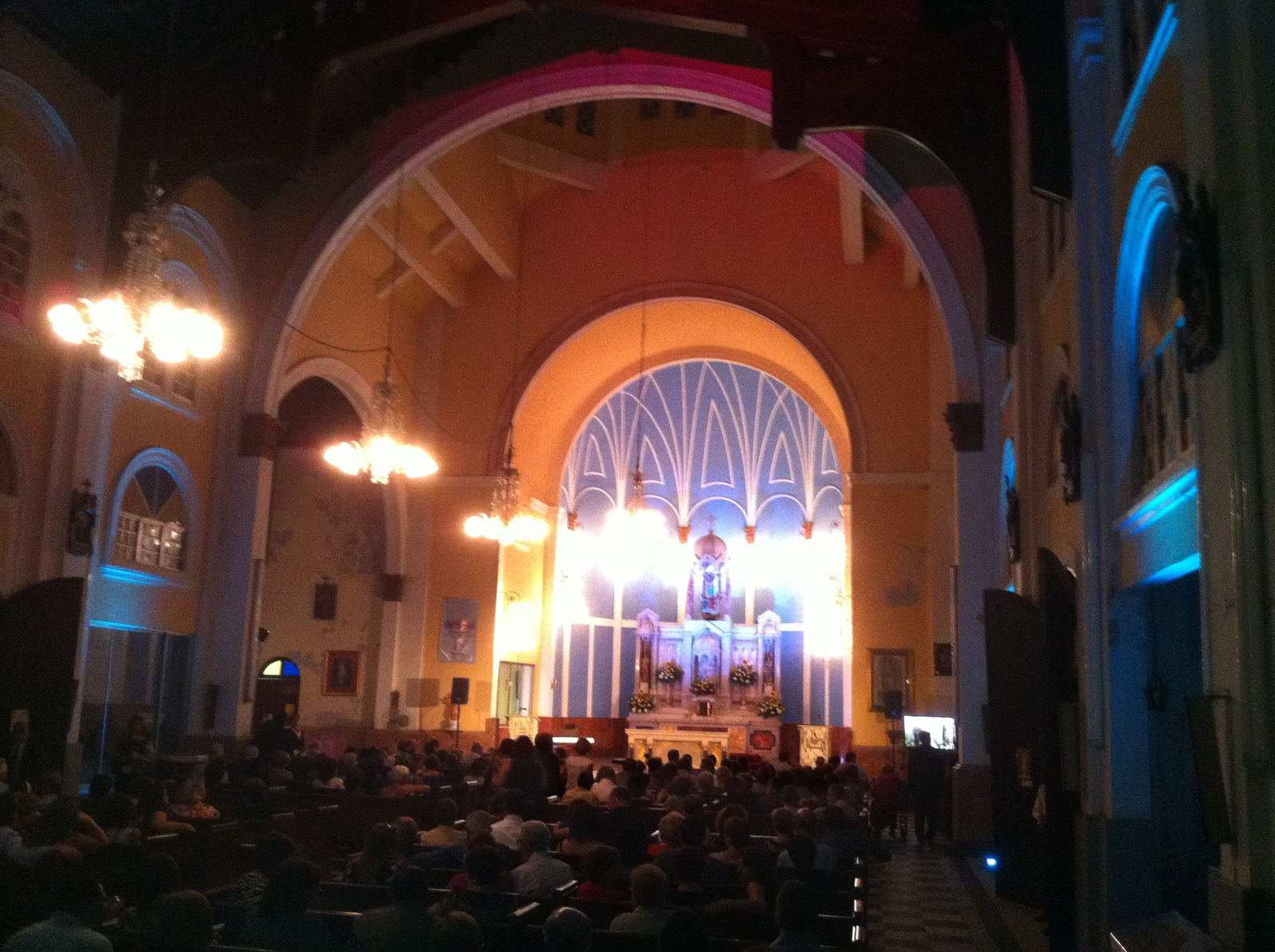
Interno della chiesa

L'architettura è caratterizzata da uno stile coloniale semplice ma solenne, con una facciata sobria, un campanile modesto e un interno decorato con dettagli tradizionali. L'altare principale è dedicato alla santa patrona, ed è arricchito da statue e opere d'arte sacra che risalgono a diverse epoche.
Nel corso della sua storia, la chiesa ha subito vari restauri per preservarne la struttura originale. È stata un punto di aggregazione fondamentale per la popolazione locale, ospitando celebrazioni religiose, eventi comunitari e momenti di riflessione spirituale.

#### Capilla del Colegio de la Milagrosa

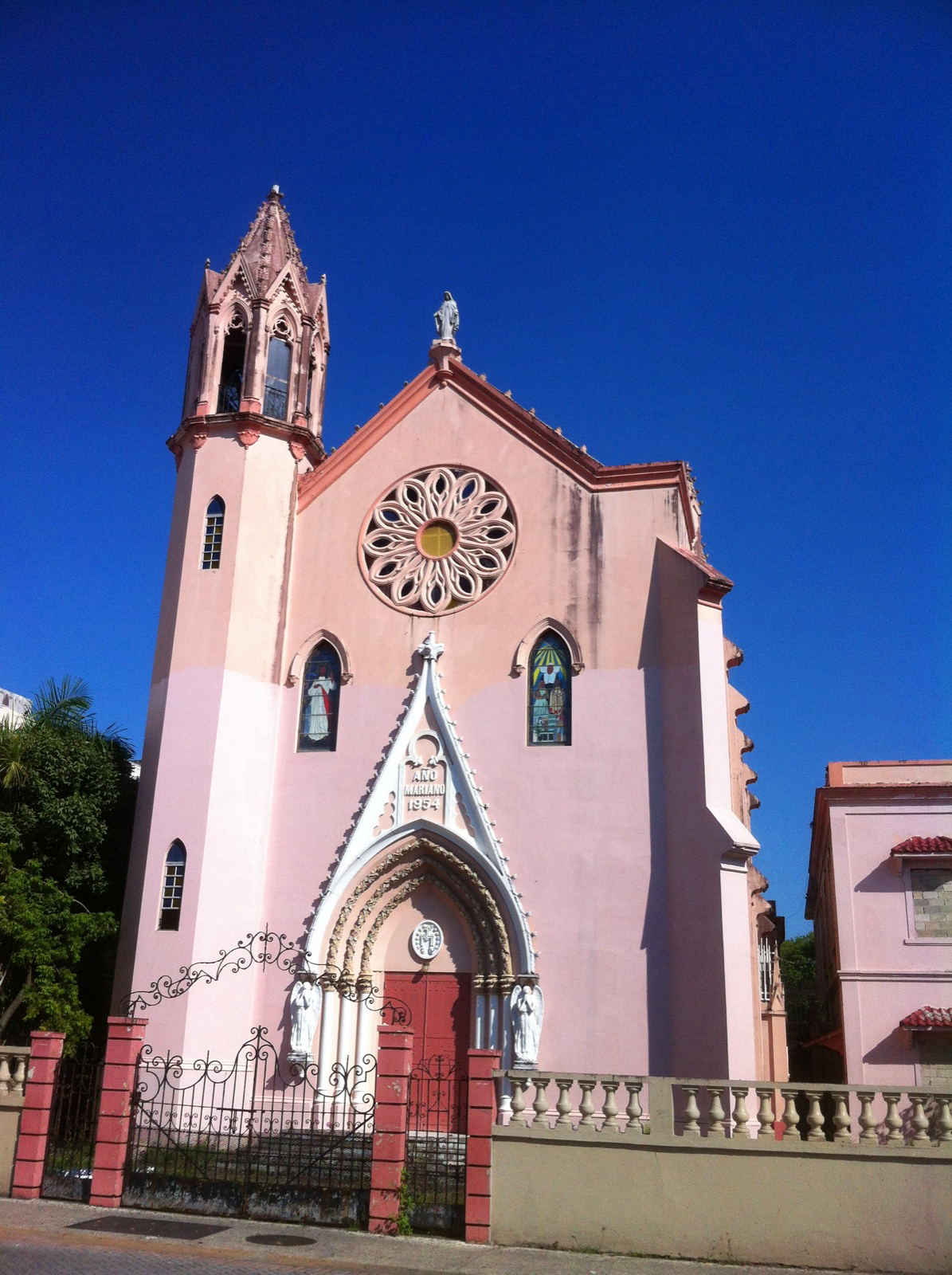

Progettata dall'ingegnere e architetto José Lázaro Costa, la cappella è un esempio distintivo di architettura neogotica nella regione. 
La cappella faceva parte del Colegio de la Milagrosa, un istituto educativo cattolico gestito dalle Figlie della Carità di San Vincenzo de' Paoli. Questo complesso è stato dichiarato monumento storico, sottolineando la sua importanza culturale e architettonica. 
Nel corso degli anni, l'edificio ha subito periodi di abbandono e degrado. Tuttavia, iniziative recenti hanno mirato a restituire vita a questo spazio storico. Uno di questi progetti ha trasformato l'ex cappella in un museo d'arte, integrando un'accademia di belle arti e un complesso residenziale destinato ai veterani. Questa riqualificazione ha contribuito a rivitalizzare il cuore di Río Piedras, offrendo alla comunità locale un centro culturale e artistico.

#### Altre chiese
- Iglesia Metodista
- Iglesia Adventista del Séptimo Día
- Iglesia Bautista
- Iglesia de Dios Pentecostal M.I.
- Iglesia Presbiteriana
- Iglesia Católica Sagrado Corazón de Jesús
- Iglesia de Cristo
- Iglesia Episcopal San Andrés

## Demografia
Secondo il censimento del 2000, Río Piedras aveva una popolazione di 332.344 abitanti, cifra superiore a quella di qualsiasi comune di Porto Rico (escluso San Juan) e rappresentava il 77% della popolazione del comune di San Juan.
| Anno | Popolazione | Superficie km² | Densità hab/km² |
| ---- | ----------- | -------------- | --------------- |
| 1899 | 13 760      | 107,64         | 127,83          |
| 1910 | 18 880      | 107,64         | 175,40          |
| 1920 | 24 745      | 107,64         | 229,89          |
| 1930 | 40 853      | 107,64         | 379,53          |
| 1940 | 68 290      | 107,64         | 634,43          |
| 1950 | 143 989     | 107,64         | 1.337,69        |
| 2000 | 332 344     | 107,64         | 3.087,55        |

## Cultura
Nel cuore di Río Piedras si trova Avenida José de Diego, una passeggiata pedonale lunga un chilometro con negozi e attività commerciali.
La piazza del mercato di Río Piedras è la più grande dell'isola nel suo genere e ospita una serie di bancarelle che offrono beni e servizi.
L'Avenida Ponce de León, con le sue librerie, ristoranti e piccoli teatri, è un luogo popolare per studenti, professori e intellettuali della comunità universitaria.

## Geografia antropica

### Barrios (circoscrizioni)

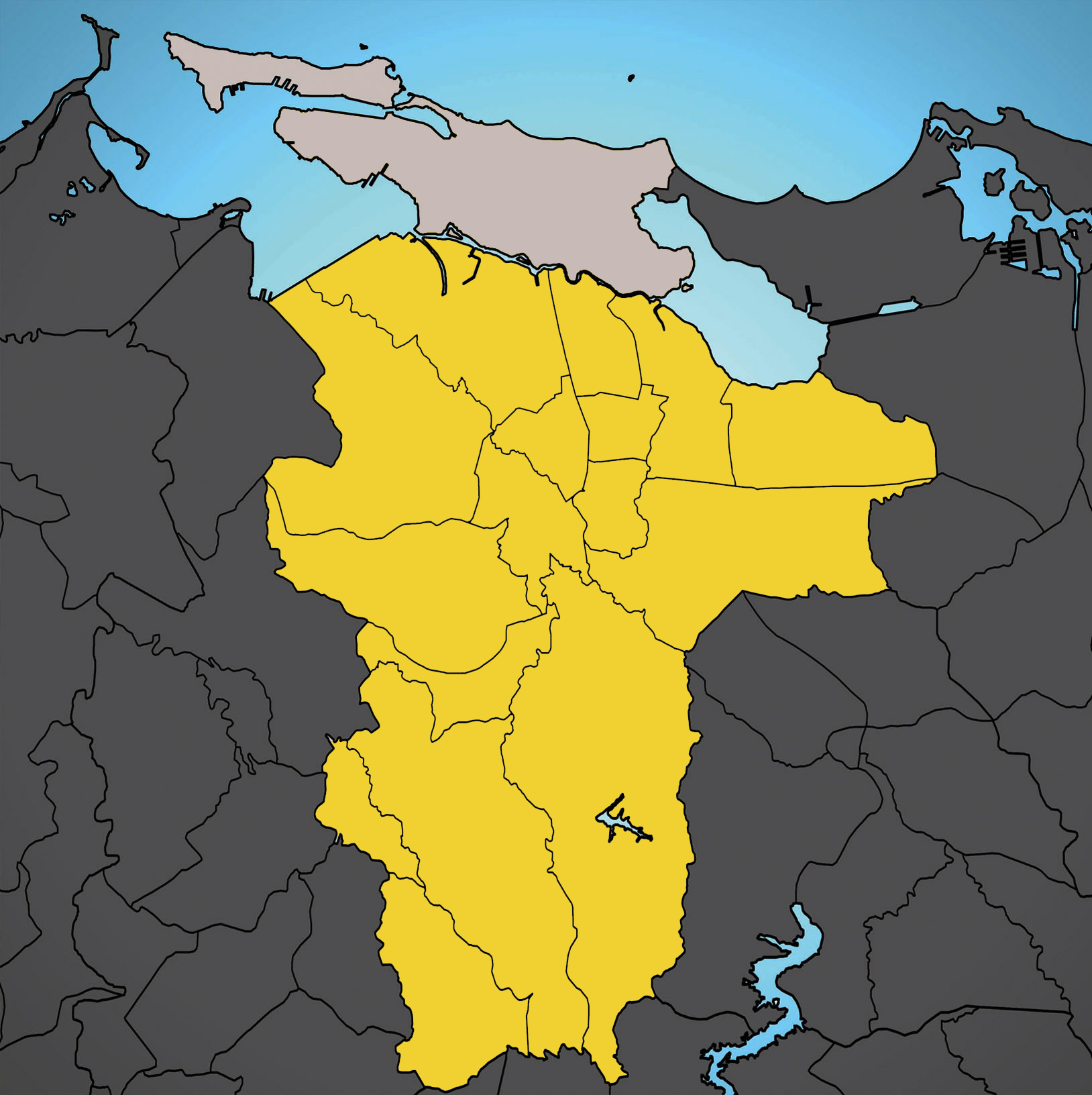
San Juan (grigio chiaro) e Río Piedras (giallo) prima dell'annessione

Río Piedras era diviso in 16 quartieri o distretti, di cui comprendeva il precedente comune (fino al 1951). Sei barrios sono suddivisi in subbarrios. Alcuni hanno subito alcune modifiche dei limiti territoriali.
- Caimito
- Cupey
- El Cinco
- Gobernador Piñero
- Hato Rey Central
- Hato Rey Norte
- Hato Rey Sur
- Monacillo
- Monacillo Urbano
- Oriente
- Río Piedras barrio-pueblo
- Quebrada Arenas
- Sabana Llana Norte
- Sabana Llana Sur
- Tortugo
- Universidad

## Simboli

### Bandiera

La bandiera di Río Piedras è costituita da uno sfondo giallo con una striscia ondulata blu. La striscia blu è attraversata da piccole pietre bianche. La fascia blu simboleggia il fiume e il colore bianco simboleggia le pietre. Lo sfondo giallo simboleggia la luce del sole, il progresso e il futuro.

### Stemma
Lo stemma di Porto Rico fu concesso per la prima volta dalla Corona spagnola nel 1511, rendendolo ancora il più antico risultato araldico in uso nelle Americhe. II territorio fu ceduto dalla Spagna agli Stati Uniti in conformità con il trattato di pace che pose fine alla guerra ispano-americana nel 1899, dopo di che furono adottati per un breve periodo due armi provvisorie. Nel 1905 fu approvata una legge che ristabili l'araldica storica come stemma del territorio; Dopo approfondite ricerche e modifiche, la versione attuale è stata adottata nel 1976.

## Inno Municipale
```
Soy vetusta chimenea
hoy truncada, muy de pié
cenizas y humo lancé
a Río Piedras del ayer.
Cuesta arriba, cuesta abajo
cargando de caña al buey
es leyenda del pasado pues
Vannina ya se fue. 
Y en las cañas del batey
el dulce también se fue
con Río Piedras del ayer.
```

## Infrastrutture e trasporti

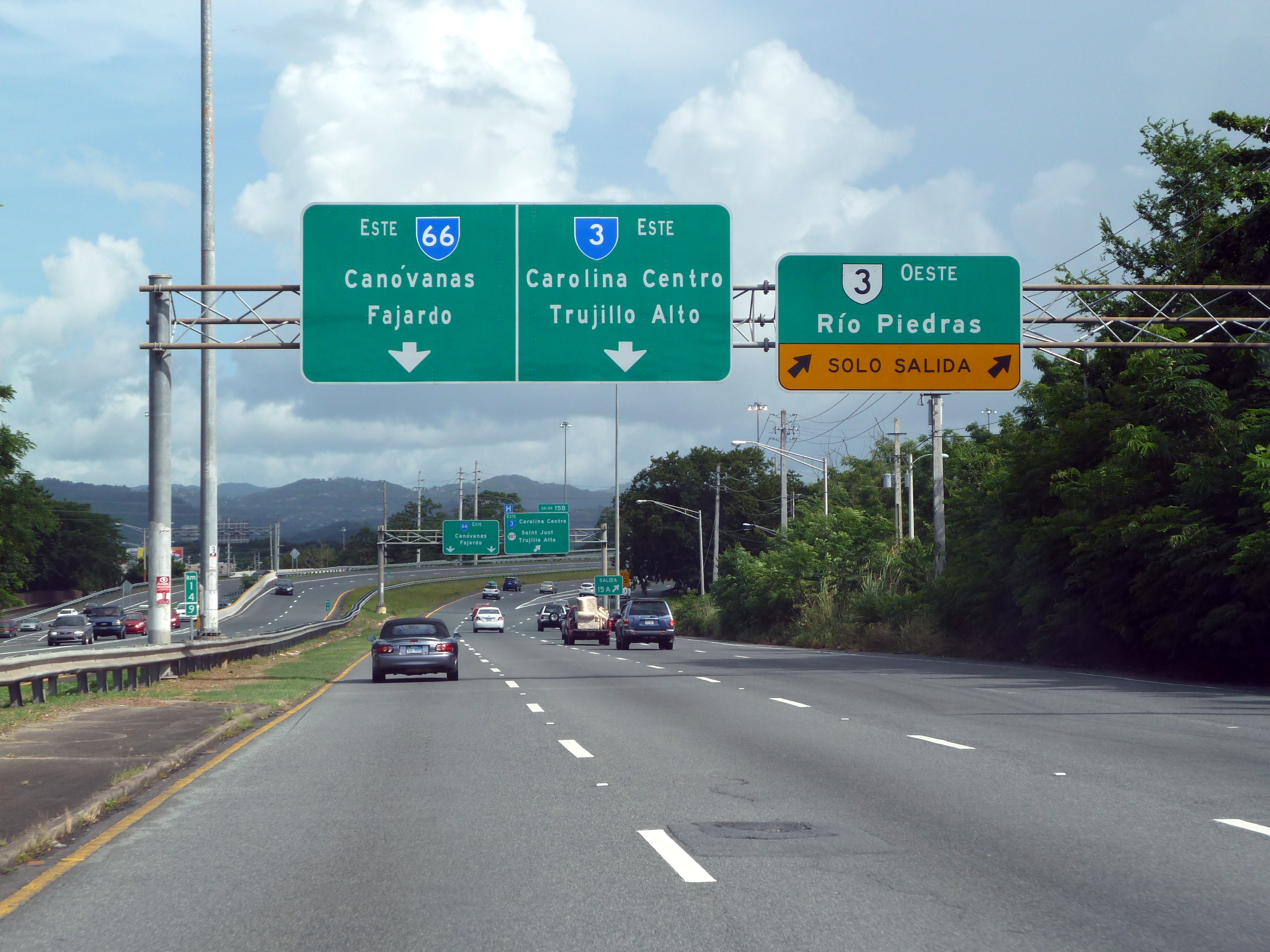
Uscita per Río Piedras, PR-3

È anche il più grande snodo dei trasporti pubblici di Porto Rico, poiché nel suo centro urbano sono presenti diverse fermate del Tren Urbano (Stazione Cupey, Stazione Río Piedras, Stazione dell'Università), il Terminal Capetillo dell'Autorità Metropolitana dei Bus, Terminal del Este (autobus pubblico verso i comuni del Porto Rico orientale), il Plaza de la Convalescenza (autobus pubblici per i comuni dal sud di Porto Rico) e diversi uffici delle Lines dove sono ubicati linee di autobus pubblici che partono per diverse città in Porto Rico.